# Milwaukee County War Memorial
Le Milwaukee County War Memorial est un bâtiment commémoratif et musée situé à Milwaukee dans le Wisconsin.
Il a été conçu par l'architecte Eero Saarinen et la construction a commencé en 1955.

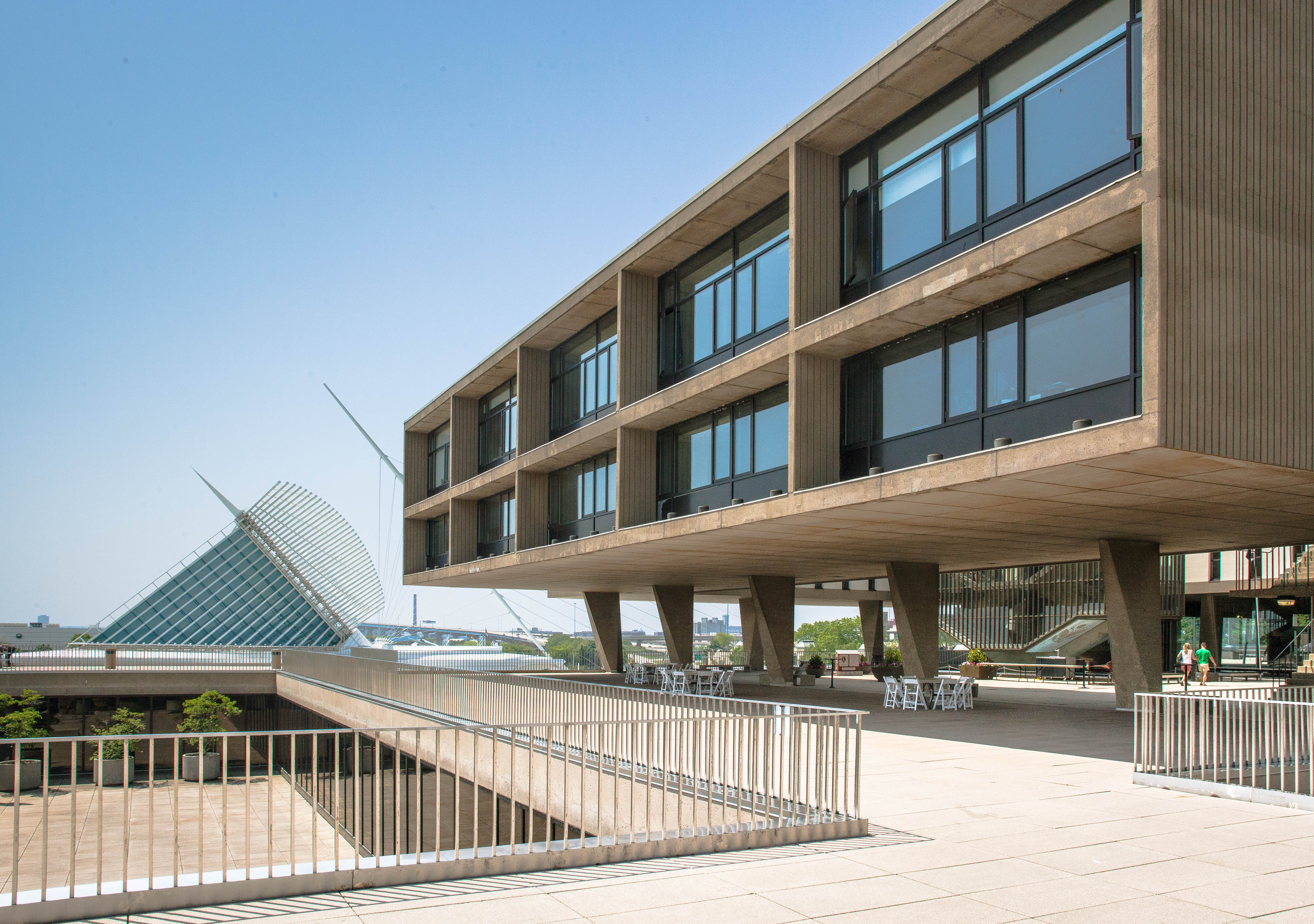
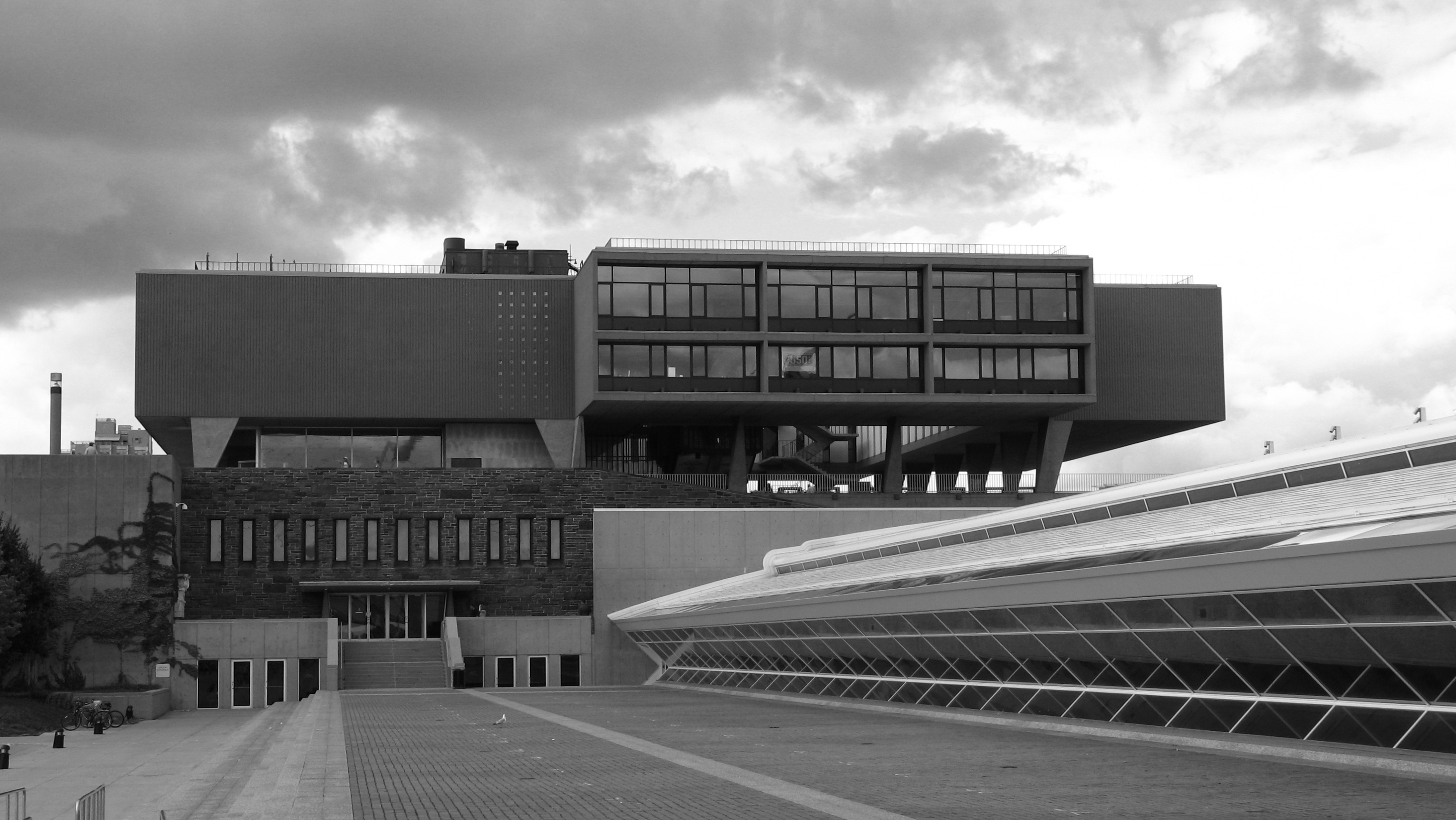
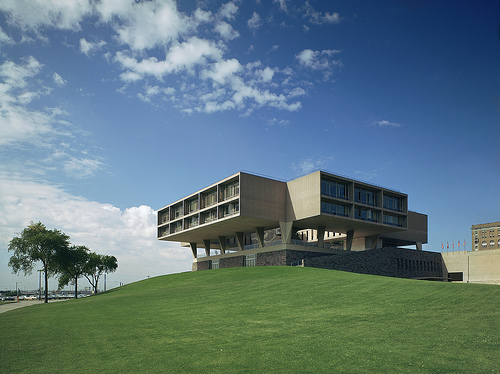
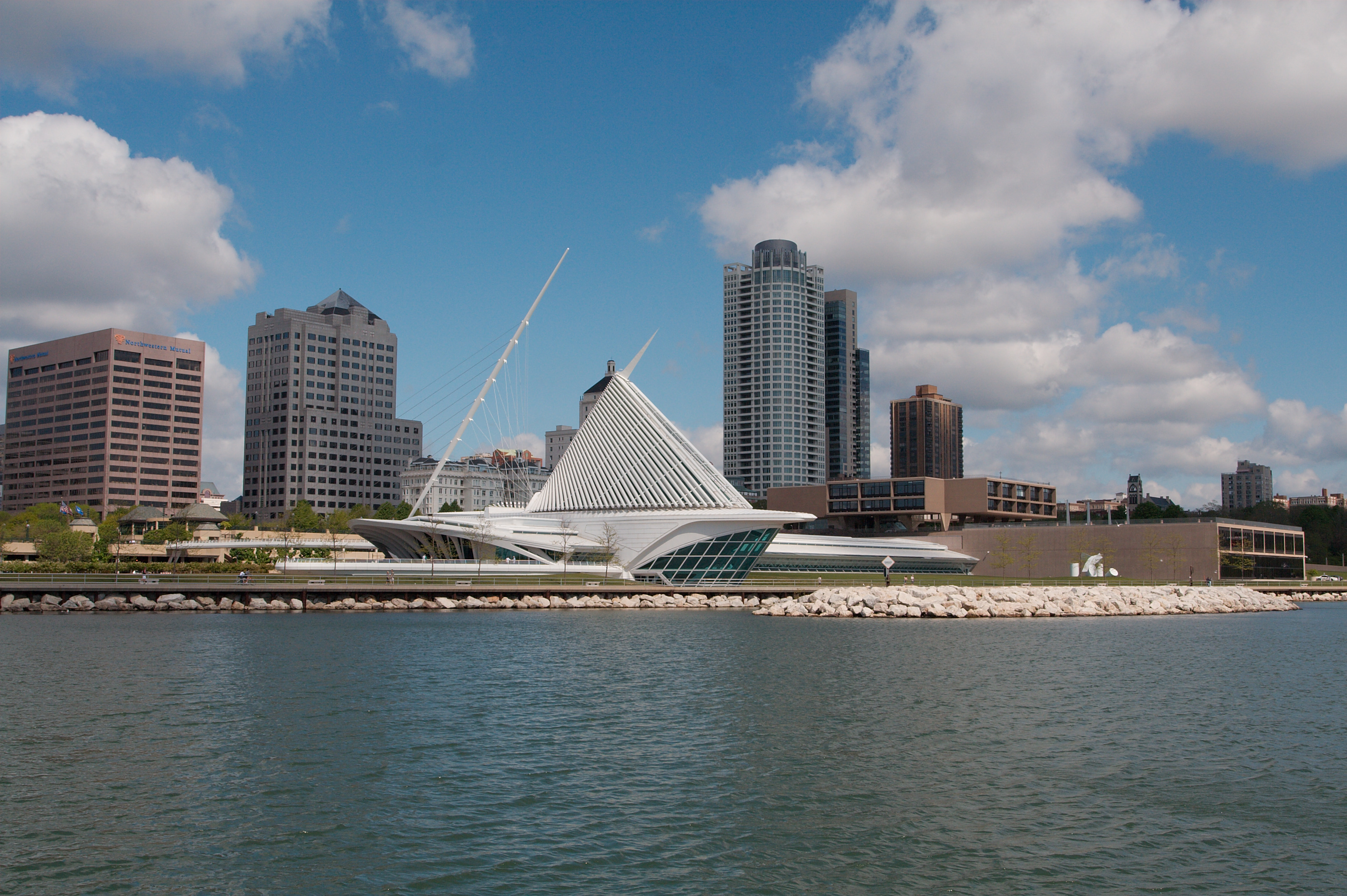